# مرغ درختزار گوادالکانال
مرغ درختزار گوادالکانال (نام علمی: Cincloramphus turipavae) یک گونه پرنده است. در گذشته در تیرهٔ «سسکان جهان قدیم» (Sylviidae) قرار می‌گرفت، اما به نظر نمی‌رسد که از بستگان نزدیک سسکان نمادین باشد. وابسته به تیرهٔ سسک‌های ملخی (Locustellidae) است. در جزیره گوادالکانال در جزایر سلیمان یافت می‌شود.
زیستگاه طبیعی آن جنگل‌های جلگه‌ای نمناک نیمه‌گرمسیری و جنگل‌های کوهستانی نمناک نیمه‌گرمسیری یا گرمسیری است.
در گذشته به عنوان هم‌گونه مرغ درختزار سانتو (Cincloramphus whitneyi) در نظر گرفته می‌شد.